# George W. Houston
George W. Houston (* 15. November 1941 in New York City; † 25. Januar 2024) war ein Althistoriker und Altphilologe der University of North Carolina at Chapel Hill (UNC).

## Leben und Werk
Houston studierte am Haverford College und schloss hier 1963 erfolgreich mit einem Bachelor ab. Von 1967 bis 1969 studierte er, unterstützt durch ein Fulbright Grant und eine Fellowship der American Academy in Rome, in Italien. 1971 promovierte er an der UNC, unter seinem Doktorvater Thomas Robert Shannon Broughton zu: Roman Imperial Administrative Personnel During the Principates of Vespasian and Titus (A.D. 69-81). Bereits seit 1969 arbeitete er am Department of Classics der UNC als Assistant Professor (Juniorprofessor). Nach Abschluss seiner Dissertation bekam er eine Anstellung als Associate Professor (Außerordentlicher Professor) die bis 1976 bestand. Vor 1976 bis zu seiner Emeritierung 2005 war er Professor am Fachbereich Classics der UNC. In dieser Zeit stieg er in weitere Positionen innerhalb der Universitären Selbstverwaltung auf.
Er wurde zwischen 1972 und 1983 dreimal in Leitungspositionen der Vergilian Society of America gewählt und war von 1977 bis 1979 Direktor der Classical Summer School of the American Academy in Rome. Im Herbst 1982 war er Gastprofessor an der Universität Bologna. Zwischen 1983 und 1991 war er Mitherausgeber des Classical Journal. Daneben standen zahlreiche weitere Gremientätigkeiten und Mitgliedschaften.
Zu Houstons Forschungsschwerpunkten gehörten die Lateinische Literatur und die Lateinische Epigraphik, die römische Technologie. Zahlreiche Arbeiten widmete er den römischen Bibliotheken, Archiven und Büchersammlungen.
Er starb am 25. Januar 2024 im Alter von 82 Jahren.

## Schriften
- Notes on Some Documents Pertaining to Flavian Administrative Personnel, Zeitschrift für Papyrologie und Epigraphik, Nr. 20 (1976), S. 25–34
- A Revisionary Note on Ammianus Marcellinus 14.6.18: When did the Public Libraries of Ancient Rome close? In: Library Quarterly. 58. Jahrgang 58, Nr. 3, 1988, S. 258–264
- Onesimus the Librarian, Zeitschrift für Papyrologie und Epigraphik, Nr. 114 (1996), S. 205–208, Online-Version (PDF; 38 kB).
- The Slave and Freedman Personnel in Roman Public Libraries, Transactions of the American Philological Association, Nr. 132 (2002), S. 139–76